# تام الیس
توماس جان الیس (Thomas John Ellis؛ زادهٔ ۱۷ نوامبر ۱۹۷۸) بازیگر اهل ولز است. او به خاطر بازی در نقش لوسيفر مورنینگ استار در مجموعه تلویزیونی فانتزی لوسیفر از شبکۀ نتفلیکس و حضورهای متقاطعش در دی‌سی یونیورس، نقش گری پرستون در سیتکام میراندا از شبکه بی‌بی‌سی وان، و پزشک هالیوود در سریال راش از شبکه یواس‌ای شناخته شده‌است. او در درام فیدز در نقش مارک اچ ظاهر شد.

## اوایل زندگی
توماس جان الیس در ۱۷ نوامبر ۱۹۷۸، در کاردیف ولز، فرزند مریلین ژان (خواهر هوپر) و کریستوفر جان الیس متولد شد.او سه خواهر دارد که یکی از آنها دوقلوی اوست. پدر، عمو و یک خواهر او همه وزیر باپتیست هستند.وی در انگلستان بزرگ شد و در آنجا به مدرسه High Storrs در شفیلد رفت و در ارکستر جوانان شهر شفیلد شیپور فرانسوی زد.وی لیسانس مطالعات دراماتیک را در آکادمی موسیقی و نمایش سلطنتی اسکاتلند دریافت کرد.

## حرفه
برخی از نقش‌های الیس شامل گری پرستون در شبکه تلویزیونی بی‌بی‌سی یک میراندا (۲۰۱۰–۲۰۱۵)، کینگ سنرد در سریال خیالی بی‌بی‌سی مرلین (۲۰۰۸)؛ جاستین در No's Angels از کانال ۴؛ و توماس میلیگان در سریال دکتر هو می‌باشد.
او همچنین در سریال آبکی ایست‌اندرز که برای مدت طولانی از شبکه بی‌بی‌سی پخش می‌شود و برنامه طنز بی‌بی‌سی نمایش کاترین تیت؛ و درام پزشکی بی‌بی‌سی شهر هالبی نیز حضور داشت.
در ژوئیه و اوت ۲۰۰۹، او در نمایش کمدی آی‌تی‌وی تحت عنوان دوشنبه دوشنبه بازی کرد. وی در نقش بازرس بازرسان بلاند در مجموعهٔ تلویزیونی درام پوآروی آگاتا کریستی انتخاب شد.
در فوریه ۲۰۱۵، الیس در نقش لوسیفر مورنینگ‌استار در سریال لوسیفر از فاکس انتخاب شد، براساس انتشارات دی‌سی کامیکس و شخصیتی به همین نام، که برای اولین بار در ۲۵ ژانویه ۲۰۱۶ پخش شد. این نمایش بعداً به نتفلیکس منتقل شد. در ۲۳ ژوئن ۲۰۲۰، اعلام شد که نتفلیکس این نمایش را برای فصل ششم و آخرین دوره تمدید کرده‌است.
وی بار دیگر در نقش لوسیفر را در سریال فلش به صورت بازیگر مقطعی در قسمت «بحران در زمین‌های بی‌نهایت» از شبکهٔ سی‌دابلیو حضور یافت.
در سال ۲۰۲۱، الیس برنده جایزه تلویزیونی Tell-Tale برای بازیگر محبوب فیلم‌های کابلی یا سریالی علمی-تخیلی / فانتزی / ترسناک شد.

## زندگی شخصی
الیس در سال ۲۰۰۶ با تامزین آوث‌ویت بازیگر انگلیسی - که با او دارای دو دختر است - ازدواج کرد. آنها در سال ۲۰۱۴ پس از اعتراف وی به داشتن یک شب ارتباط با یک بازیگر دیگر هنگام فیلمبرداری فیلم تلویزیونی گوتیکا ۲۰۱۳، طلاق گرفتند. وی در سال ۲۰۱۹ با میگان اوپنهایمر، فیلمنامه‌نویس آمریکایی ازدواج کرد.

## فیلم‌شناسی

### فیلم
| سال  | عنوان                    | نقش               |
| ---- | ------------------------ | ----------------- |
| ۲۰۰۱ | High Heels and low lifes | Uniformed officer |
| ۲۰۰۱ | سربازان بوفالو           | Squash            |
| ۲۰۰۳ | I'll Be there            | Ivor              |
| ۲۰۰۴ | ورا دریک                 | پلیس              |
| ۲۰۰۵ | بهترین مرد               | Groom             |
| ۲۰۰۶ | calon gaeth              | Edward            |
| ۲۰۰۸ | بانوی باردار             | Zak               |
| ۲۰۱۹ | آیا این عاشقانه نیست     | دکتر تد           |
| ۲۰۲۴ | Players                  | اعلام خواهد شد    |

### تلویزیون
| سال       | عنوان                                  | نقش                          | یادداشت                                      |
| --------- | -------------------------------------- | ---------------------------- | -------------------------------------------- |
| ۲۰۰۰      | Kiss Me Kate                           | Ben                          | قسمت: "Kate's Niece"                         |
| ۲۰۰۱      | نیکلاس نیکلبی                          | John Browdie                 | سریال تلویزیونی                              |
| ۲۰۰۱      | Jack and the Beanstalk: The Real Story | Bigger boy 1                 | مینی سریال قسمت۲                             |
| ۲۰۰۱–۲۰۰۲ | Nice Guy Eddie                         | Frank Bennett                | نقش اصلی                                     |
| ۲۰۰۲      | Wild West                              | Bungee jump instructor       | قسمت: "ترس از بانجی"                         |
| ۲۰۰۲      | Linda Green                            | Marko                        | قسمت: "ویوا اسپانا"                          |
| ۲۰۰۳      | Pollyanna                              | Timothy                      | فیلم تلویزیونی                               |
| ۲۰۰۳      | Holby City                             | David Jones                  | قسمت: "پایان بازی"                           |
| ۲۰۰۳      | Spine Chillers                         | Alex                         | قسمت: "مغز جبران ناپذیر دکتر هاینریش هونسکر" |
| ۲۰۰۴      | Messiah III: The Promise               | Dr. Phillip Ryder            | ۲ قسمت                                       |
| ۲۰۰۵      | پزشک‌ها                                 | ریکی آدامز                   | قسمت: "شانس کم"                              |
| ۲۰۰۵      | آدمکشان میدسامر                        | Lee Smeeton                  | قسمت: "راپسودی میدزومر"                      |
| ۲۰۰۵      | Waking the Dead                        | Harry Taylor                 | قسمت: "سگ حصیری"                             |
| ۲۰۰۵      | Love Soup                              | Mike                         | قسمت: "Take Five"                            |
| ۲۰۰۵      | ShakespeaRe-Told                       | Claudio                      | قسمت: "بسیار زیاد دربارهٔ هیچ چیز"            |
| ۲۰۰۵–۲۰۰۶ | No Angels                              | Justyn                       | قسمت۴                                        |
| ۲۰۰۶      | ایست‌اندرز                              | Dr. Oliver Cousins           | قسمت ۲۹                                      |
| ۲۰۰۶      | Pulling                                | Sam                          | قسمت ۲                                       |
| ۲۰۰۶–۲۰۰۷ | Suburban Shootout                      | PC Haines                    | نقش اصلی                                     |
| ۲۰۰۶–۲۰۰۷ | نمایش کاترین تیت                       | Detective Sergeant Sam Speed | قسمت ۲                                       |
| ۲۰۰۷      | حادثه                                  | Joe Kelsall                  | قسمت: "شاخص‌های مبارزه: قسمت ۱"               |
| ۲۰۰۷      | دکتر هو                                | Tom Milligan                 | قسمت: "Last of the Time Lords"               |
| ۲۰۰۸      | محاکمه و مجازات                        | نیک فیشر                     | قسمت۲                                        |
| ۲۰۰۸      | The Passion                            | فیلیپِ قدّیس                   | قسمت۴                                        |
| ۲۰۰۸      | Harley Street                          | Dr Ross Jarvis               | قسمت۵                                        |
| ۲۰۰۹      | Monday Monday                          | Steven McColl                | نقش اصلی                                     |
| ۲۰۰۹–۲۰۱۵ | میراندا                                | Gary Preston                 | نقش اصلی                                     |
| ۲۰۱۰      | Dappers                                | Marco                        | قسمت: "شغل مناسب"                            |
| ۲۰۱۰      | مرلین                                  | Cenred                       | قسمت ۴                                       |
| ۲۰۱۰      | Accused                                | Neil McGray                  | قسمت: "داستان لیام"                          |
| ۲۰۱۱      | شوکرتاون                               | Max Burr                     | نقش اصلی                                     |
| ۲۰۱۱      | The Fades                              | Mark Etches                  | نقش اصلی                                     |
| ۲۰۱۲      | شاهد خاموش                             | Father Jacobs                | قسمت ترس                                     |
| ۲۰۱۲      | پلی‌هاوس تقدیم می‌کند                    | بیل                          | قسمت: "زن دیگر"                              |
| ۲۰۱۲      | Gates                                  | Mark Pearson                 | قسمت ۵                                       |
| ۲۰۱۲      | The Secret of Crickley Hall            | Gabe Caleigh                 | مینی سریال؛ ۳ قسمت                           |
| ۲۰۱۳      | روزی روزگاری                           | رابین هود                    | قسمت: "لیسی"                                 |
| ۲۰۱۳      | پوآرو                                  | Detective Inspector Bland    | قسمت: "حماقت مرد مرده"                       |
| ۲۰۱۳      | Gothica (TV pilot)                     | Victor Frankenstein          | نمایش انتخاب نشد                             |
| ۲۰۱۴      | Under Milk Wood                        | Mr. Ogmore                   | فیلم تلویزیونی                               |
| ۲۰۱۴      | Rush                                   | Dr. William Rush             | نقش اصلی                                     |
| ۲۰۱۵      | دگردیسی                                | Rob Bradley                  | قسمت: "هویت"                                 |
| ۲۰۱۶–۲۰۲۱ | لوسیفر                                 | لوسیفر مورنینگ‌استار          | نقش اصلی                                     |
| ۲۰۱۸      | فمیلی گای                              | اسکار وایلد (صداپیشه)        | قسمت: "V برای رمز و راز است"                 |
| ۲۰۱۸      | ملکه آمریکا                            | اندی                         | قسمت ۲                                       |
| ۲۰۱۹      | فلش                                    | لوسیفر مورنینگ‌استار          | قسمت: «بحران در زمینهای بی نهایت: قسمت سوم»  |